# Уил Ай Ем
Уилям Джеймс Адамс (на английски: William James Adams, Jr.), известен със сценичното си име Уил.ай.ем (will.i.am / "will I am") е американски рап музикант, певец, актьор, продуцент и диджей.
Става известен през 90-те години на XX век като член на хип-хоп групата „Блек Айд Пийс“. Като музикален продуцент е работил с Майкъл Джаксън, Джъстин Бийбър, Бритни Спиърс, Риана, Ъшър, Джъстин Тимбърлейк, Ники Минаж както и с южнокорейската идол група 2NE1 и др. Той е сред членовете на журито на британското предаване The Voice заедно с Джеси Джей, Том Джонс и Дени О'Донахю.